# Mario Darío Grandi
Mario Darío Grandi (*28 de octubre de 1918, Buenos Aires, Argentina-†20 de abril de 1971, ídem) fue un pintor argentino.
Estudió en la Sociedad Estímulo de Bellas Artes de Buenos Aires realizando su primera exposición en 1941.
En 1954 recibió el Premio Nacional del Salón Nacional de Bellas Artes. Vivió doce años en Córdoba.
Exhibió en galerías y museos de Buenos Aires, en varias ciudades del interior y del exterior.